# 大丈夫 (斉藤和義の曲)
「大丈夫」（だいじょうぶ）は、斉藤和義の9作目のシングル。1995年10月4日にファンハウスから発売された。

## 概要
4thアルバム『FIRE DOG』からの2ndシングル。C/W曲は2作目シングルのアコースティック・ヴァージョン。

## 収録曲
全曲 作詞・作曲・編曲：斉藤和義
1. 大丈夫
北海道テレビ『HTBスペシャルドラマ 「別に普通の恋」』主題歌
マツダ『新方向ファミリア』CMソング
2. 彼女（アコースティック・ヴァージョン）